# Sarah Winckless
Sarah Winckless, née le 18 octobre 1973 à Reading, est un rameuse britannique pratiquant l'aviron.

## Palmarès

### Jeux olympiques
- 2004 à Athènes,  Grèce
  -  Médaille de bronze en deux de couple

### Championnats du monde
- 2006 à Eton,  Royaume-Uni
  -  Médaille d'or en quatre de couple
- 2005 à Gifu,  Japon
  -  Médaille d'or en quatre de couple